# Heli
Heli là nguyên tố trong bảng tuần hoàn nguyên tố có ký hiệu He và số hiệu nguyên tử bằng 2, nguyên tử khối bằng 4. Tên của nguyên tố này bắt nguồn từ Helios, tên của thần Mặt Trời trong thần thoại Hy Lạp, do nguồn gốc nguyên tố này được tìm thấy trong quang phổ trên Mặt Trời.

## Thuộc tính
Heli có điểm sôi thấp nhất trong tất cả các nguyên tố và chỉ có thể đông đặc dưới áp suất rất cao. Nguyên tố này thường thường là khí đơn nguyên tử và về mặt hoá học nó là trơ.

## Sự phổ biến
Heli là nguyên tố nhiều thứ hai trong vũ trụ sau hydro. Trong khí quyển Trái Đất, mật độ heli theo thể tích là 5,2 x 10−6 tại mực nước biển và tăng dần đến độ cao 24 km, chủ yếu là do phần lớn heli trong bầu khí quyển Trái Đất đã thoát ra ngoài khoảng không gian vũ trụ vì tỷ trọng thấp và tính trơ của nó. Có một lớp trong bầu khí quyển Trái Đất ở độ cao khoảng 1.000 km mà ở đó heli là chất khí chủ yếu (mặc dù tổng áp suất gây ra là rất nhỏ).
Heli là nguyên tố phổ biến thứ 71 trong vỏ Trái Đất, chiếm tỷ lệ 8 x 10−9, còn trong nước biển chỉ có 4 x 10−12. Nói chung, nó hình thành từ sự phân rã phóng xạ của các nguyên tố, do vậy người ta có thể tìm thấy heli trong các mỏ khoáng chất chứa urani, thori v.v và trong vài loại nước khoáng cũng như khí phun trào núi lửa. Heli tồn tại trong nhiều loại khí tự nhiên.

## Đồng vị
Heli có 9 đồng vị, nhưng chỉ heli-3 và heli-4 là bền. Trong khí quyển Trái Đất, trong một triệu nguyên tử 4
He có một nguyên tử 3
He. Không giống như các nguyên tử khác, sự phổ biến của các đồng vị heli thay đổi tùy theo nguồn gốc, do các quá trình hình thành khác nhau. Đồng vị phổ biến nhất, heli-4, được tạo ra trên Trái Đất từ phân rã alpha của các nguyên tố phóng xạ nặng hơn; các hạt alpha sinh ra bị ion hóa hoàn toàn thành hạt nhân heli-4. Heli-4 là hạt nhân ổn định bất thường do các nucleon được sắp xếp vào lớp vỏ đầy đủ. Nó cũng được tạo ra với số lượng lớn trong tổng hợp hạt nhân Big Bang.
Heli-3 có chỉ có mặt trên Trái Đất ở dạng dấu vết; đa số trong đó có từ lúc hình thành Trái Đất, mặc dù một số rơi vào Trái Đất trong bụi vũ trụ. Một lượng vết cũng được tạo ra từ phân rã beta của triti. Các đá trong vỏ Trái Đất có các tỉ lệ đồng vị thay đổi khoảng 1/10, và các tỉ lệ này có thể được dùng để khảo sát nguồn gốc của các đá và thành phần lớp phủ của Trái Đất. 3
He phổ biến hơn trong các ngôi sao ở dạng sản phẩm của phản ứng tổng hợp hạt nhân. Do đó trong môi trường liên sao, tỉ lệ 3
He so với 4
He cao khoảng 100 lần so với trên Trái Đất. Các vật liệu ngoài hành tinh như tầng phong hóa của Mặt Trăng và tiểu hành tinh có heli-3 ở dạng vết, chúng được hình thành từ sự bắn phá của gió Mặt Trời. Bề mặt Mặt Trăng chứa heli-3 với nồng độ 0.01 ppm. Một số người, đầu tiên là Gerald Kulcinski năm 1986, đã đề xuất thám hiểm Mặt Trăng, khai thác lớp phong hóa Mặt Trăng và sử dụng heli-3 trong phản ứng tổng hợp hạt nhân.
Heli-4 hóa lỏng có thể được làm lạnh ở khoảng 1 kelvin bằng làm lạnh bay hơi trong 1-K pot. Cách làm lạnh tương tự cũng áp dụng cho heli-3, đồng vị này có điểm sôi thấp hơn nên có thể lạnh ở 0,2 kelvin trong tủ lạnh heli-3. Hỗn hợp cân bằng của 3
He và 4
He lỏng dưới 0,8 K tách thành hai pha không trộn lẫn do sự khác biệt của chúng (chúng tên theo các thống kê lượng tử khác nhau: các nguyên tử heli-4 tuân theo boson trong khi heli-3 tuân theo fermion). Tủ lạnh pha loãng sử dụng tính không hòa trộn này để đạt được nhiệt độ vài milimét.
Nó có thể tạo ra các đồng vị heli ngoại lai, mà chúng có thể phân rã nhanh chóng thành các chất khác. Đồng vị heli nặng tồn tại ngắn nhất là heli-5 có chu kỳ bán rã 7,6×10–22 giây. Heli-6 phân rã bằng cách phát ra hạt beta và có chu kỳ bán rã 0,8 giây. Heli-7 cũng phát ra hạt beta cũng như tia gamma. Heli- và heli-8 được tạo ra trong các phản ứng hạt nhân nhất định. Heli-6 và heli-8 thể hiện là một nuclear halo. Heli-2 (2 proton, không có neutron) là một đồng vị phóng xạ phân rã bằng phát xạ proton thành proti (hydro), có chu kỳ bán rã 3×10–27 giây.

## Ứng dụng
Heli được dùng để đẩy các bóng thám không và khí cầu nhỏ do tỷ trọng riêng nhỏ hơn tỷ trọng của không khí và như chất lỏng làm lạnh cho nam châm siêu dẫn.
Đồng vị Heli 3 có nhiều trong gió mặt trời nhưng mà phần lớn chúng bị từ trường của Trái Đất đẩy ra. Người ta đang nghiên cứu khai thác Heli-3 trên Mặt Trăng để sử dụng như một nguồn năng lượng rất tiềm năng.
Làm cho giọng nói trở nên thay đổi (trở nên cao hơn). Do heli nhẹ hơn không khí rất nhiều nên trong khí heli, tốc độ của âm thanh nhanh hơn tới 3 lần trong không khí, lên tới 927 m/s. Khi hít khí heli, trong vòm họng bạn tràn ngập khí ấy. Do đó, tần số giọng nói sẽ biến đổi, tăng lên rất nhiều và tất yếu khiến giọng bạn cao và trong hơn. Tuy nhiên, do hàm lượng khí heli trong bóng bay thấp nên "giọng nói chipmunk" chỉ tồn tại trong một thời gian rất ngắn, rồi trở về bình thường.
Heli được sử dụng làm khí bảo vệ trong hàn kim loại như hàn TIG.
Heli khi được làm lạnh sẽ sôi rất mạnh. Vào năm 1930, khi người ta hạ nhiệt độ xuống 2 K (-271,15⁰C), heli lỏng ngừng sôi và trở thành heli siêu lỏng với những tính chất kì lạ. Nó có thể rò qua cốc đựng và đi ngược chiều trọng lực như một chất lỏng không có độ nhớt.